# 米羅內亞薩鄉
46°58′N 27°25′E / 46.967°N 27.417°E
米羅內亞薩鄉（羅馬尼亞語：Comuna Mironeasa, Iași），是羅馬尼亞的鄉份，位於該國東北部，由雅西縣負責管轄，面積47平方公里，海拔高度189米，2007年人口4,727，人口密度每平方公里101人。